# Заимка (микрорайон Перми)
Заимка — микрорайон в составе Дзержинского района Перми.

## География
Микрорайон расположен в левобережной части города, ограничен с севера берегом Камы, с запада, востока и юга зоной отчуждения железной дороги. К югу от микрорайона находится вокзал Пермь II, к востоку пути Горнозаводского направления, к западу подъездные пути к Камскому железнодорожному мосту.

## История
Заимка упоминается с 1823 года, когда здесь открыли городскую скотобойню. С 1859 года началась история крупнейшего предприятия Дзержинского района, Машиностроительного завода им.Дзержинского (вначале работавшего как судостроительный завод). В 1874 году на Заимке был также построен литейно-механический завод (позже завод «Коммунар»). В 1898 году была открыта товарная железнодорожная станция Заимка, в 1909 году на станции был построен вокзал, в 1911 году станция получила название Пермь II. В начале XX века здесь продолжали появляться новые предприятия: грузовые пристани и склады, кожевенный завод (1898 год), лесопильный завод (1914). После революции появилась городская электростанция им. Каменева (позже ТЭЦ № 1). В 1935 году появилась фабрика мороженого, в 1956 рыбообрабатывающий завод, позже мебельная фабрика, завод «Торгмаш», мукомольный завод и более мелкие предприятия. 
Ныне предприятия микрорайона находится в сложных условиях. Завод  им.Дзержинского уже долгое время находится в состоянии перманентного банкротства. Ряд бывших цехов завода арендуются другими предприятиями. Полностью снесены все здания и сооружения на территории бывшего мясокомбината в рамках предпродажной подготовки участка земли. 
С 1916 года на территории микрорайона действует Пермский государственный университет, созданный на базе комплекса построек крупного пермского промышленника Н.В. Мешкова, ставших первыми корпусами университета. 
В настоящее время в микрорайоне практически нет постоянных жителей. Несколько частных жилых домов находятся в конце улицы Дзержинского недалеко от Камского железнодорожного моста. Однако, рассматриваются проекты строительства на месте сносимых производственных объектов новых жилых комплексов.

## Улицы
Основная ось микрорайона – улица Дзержинского, идущая параллельно Каме. Она пересекает улицы Букирева, Сухобруса, Сергея Данщина, Рыбокоптильную и Александровскую. На территории университета вдоль улицы Дзержинского проходит улица Генкеля, а с севера от улицы Дзержинского параллельно ей проходит улица Набережная. На крайний восток микрорайона (к северу от завода «Телта») заходит Решетниковский спуск.

## Образование
Пермский государственный университет с аффилированными учебными заведениями для школьников.

## Инфраструктура
Станция Пермь II. Машиностроительный завод им. Дзержинского. Пермский завод Торгмаш. Пермский мукомольный завод. Пермский завод профнастила. 

## Транспорт
По улице Дзержинского проходит трамвайный маршрут № 3 «Красный Октябрь – Пермь II», который в 2025 году планируют продлить до остановки «Велта» через Центральный рынок. Также по улице Дзержинского проходят вагоны, следующие из депо «Красный Октябрь» и обратно.

## Достопримечательности
Ботанический сад Пермского университета.